# Catagramma dulima
Catagramma dulima är en fjärilsart som beskrevs av Achille Guenée 1872. Catagramma dulima ingår i släktet Catagramma och familjen praktfjärilar. Inga underarter finns listade i Catalogue of Life.